# Vasco Gonçalves

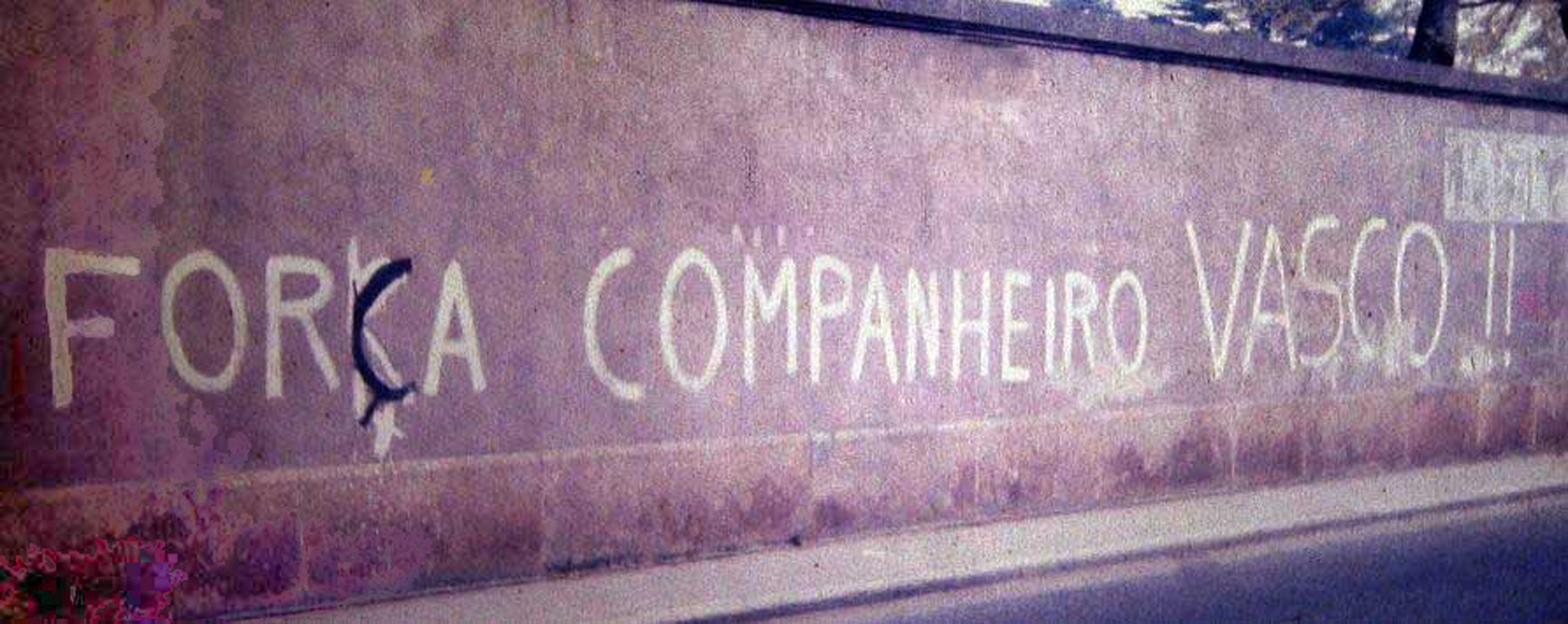
Força companheiro Vasco, 1975, pintura mural

Vasco dos Santos Gonçalves OA • GOL (Lisboa, 3 de maio de 1921 – Almancil, 11 de junho de 2005) foi um militar (General) e um político português, durante o PREC. Foi primeiro-ministro de Portugal dos II, III, IV e V Governos Provisórios. Durante este período, denominado "gonçalvismo" ou Processo Revolucionário em Curso (PREC), bastante conturbado, foi acusado de proximidade ao Partido Comunista. Durante o seu governo foram implementadas medidas consideradas bastante controversas, como a nacionalização da banca, seguros e centenas de outras empresas bem como a radicalização da reforma agrária, com a ocupação de milhares de hectares, principalmente no Alentejo. Foi também durante os seus governos que foram feitas a descolonização de Angola, Moçambique, Guiné-Bissau, S. Tomé e Príncipe e Cabo Verde. Os seus governos, no entanto sofreram enorme contestação, quer à esquerda, quer à direita, o que veio resultar na sua demissão, em setembro de 1975.

## Biografia

### Formação académica
Vasco dos Santos Gonçalves nasceu em 3 de Maio de 1921 na antiga freguesia de Graça, na cidade de Lisboa. Era filho de Victor Gonçalves, que chegou a jogar futebol no Benfica, tendo mesmo participado num dos primeiros confrontos entre Portugal e Espanha e era administrador de uma casa de câmbios na Baixa de Lisboa. Ainda muito novo, mudou-se com os pais para São Jorge de Arroios, onde frequentou a escola primária com o seu irmão António, cerca de quatro anos mais novo. Quando tinha cerca de onze anos, integrou-se no Liceu Camões, onde concluiu o curso secundário, e conheceu Urbano Tavares Rodrigues.
Durante a sua juventude, Vasco dos Santos Gonçalves teve duas influências principais, a do seu pai, de linha conservadora e apoiante de António de Oliveira Salazar, e de um professor que era amigo do pai, e que era contra a política salazarista.
Frequentou depois o Faculdade de Ciências da Universidade de Coimbra e a Faculdade de Ciências de Lisboa, onde se interessou por várias correntes políticas e culturais, como música e cinema. Leu várias obras que não eram permitidas pelo regime, e estudou o Materialismo Dialéctico, disciplina que não foi reconhecida pela faculdade até à Revolução de 1974.
Entrou depois para a Arma de Engenharia da Escola do exército, onde se formou como engenheiro.

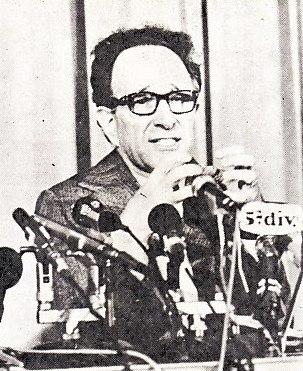
Vasco Gonçalves a discursar, em 1974 ou 1975.

### Carreira militar
Entrou então para a carreira militar como engenheiro, tendo desempenhado igualmente a posição de professor na Escola do Exército. Combateu durante a Guerra Colonial, onde ganhou consciência do sacrifício de homens e de capitais contra um conflito que era inútil. Por este motivo aderiu, com o posto de coronel, ao Movimento dos Capitães, em Dezembro de 1973, numa reunião alargada da sua comissão coordenadora efectuada na Costa da Caparica.[carece de fontes?] Segundo Zita Seabra, já antes do 25 de Abril Vasco Gonçalves seria próximo do Partido Comunista.
Na sequência da Revolução de 25 de Abril de 1974, que restaurou a democracia em Portugal, foi um dos coordenadores do Movimento das Forças Armadas, tendo integrado a Comissão de Redacção do Programa do Movimento das Forças Armadas.[carece de fontes?] Passou a ser o elemento de ligação com Francisco da Costa Gomes. Integrou o Conselho da Revolução, órgão criado pelo Movimento das Forças Armadas em Março de 1975.

### II, III, IV e V Governos Provisórios
Foi nomeado como primeiro-ministro nos segundo, terceiro, quarto e quinto governos provisórios, sendo nomeado pela primeira vez em 18 de Julho de 1974 (II Governo Provisório) e destituído em 19 de Setembro de 1975, dois meses antes do 25 de Novembro.
A sua nomeação enquanto primeiro-ministro foi considerada uma derrota das forças mais moderadas e uma vitória dos elementos mais radicais, ligados ao PCP com quem sempre mostrou proximidade. Fazia parte da linha mais dura do Movimento das Forças Armadas, tendo afirmado que só existiam duas posições políticas, quem estava pela revolução ou era pela reacção, sem existirem meios termos. Foi também considerado muito próximo de Francisco Costa Gomes, também ele acusado de proximidade para com os comunistas e com quem tinha uma longa relação de amizade pessoal, já que o filho único do presidente viveu em casa de Vasco Gonçalves enquanto Costa Gomes esteve ao serviço em África. Por outro lado, o filho do presidente e a filha de Vasco Gonçalves, eram, à época, ambos membros do PCP e chegaram a ser namorados.
Até à divergência com os moderados do MFA, teria como "mãos" Melo Antunes e Victor Alves, sendo o último quem "de facto liderava e moderava as reuniões dos Conselhos de Ministros". Mário Soares recordaria "reuniões ministeriais intermináveis, a que Vasco Gonçalves presidia, como primeiro-ministro, às vezes adormecia, de repente e de cansaço, e, então, Vítor Alves, automaticamente, presidia."
Após a «intentona reaccionária» (segundo a terminologia da época), do golpe do 11 de março de 1975, é pretexto para que Vasco Gonçalves radicalize o Processo Revolucionário, apoiando-se no Comando Operacional do Continente de Otelo Saraiva de Carvalho. Logo após este golpe falhado, os bancos são nacionalizados, bem como as seguradoras e, por arrasto, a “companhia dos tabacos”, a CUF, a Lisnave e outras grandes empresas. Com as nacionalizações, de repente o estado viu-se dono de cerca de 1300 empresas. Ao mesmo tempo, foi durante o "gonçalvismo" que teve início o a reforma agrária, que ganhou um novo fôlego depois do 11 de março, com a publicação de nova legislação que facilitou a ocupação de grandes herdades, principalmente no Alentejo.
Foi um dos principais promotores para profundas alterações sociais e económicas em Portugal, incluindo o salário mínimo, os subsídios de férias e desemprego, e a licença de parto. Com efeito, em 1975 foi responsável por um considerável aumento no salário mínimo nacional, que passou de 3.300 para 4.000 Escudos, um aumento superior a 20%. Vasco Gonçalves também foi um dos responsáveis pela desmontagem do Império Português. No entanto, 1975 viria a ser caracterizado por uma queda acentuada nos indicadores económicos, com forte descida do PIB e PIB per capita, com quebras de 5% e 8,6%, respectivamente. Um recorde absoluto para a época. Em valores absolutos, estes indicadores só viriam a recuperar em 1978. Já as taxas negativas da evolução do PIB, só em 2020, em plena depressão económica provocada pela Covid-19 seriam ultrapassadas. No entanto, mesmo nesse ano a evolução negativa do PIB per capita foi menos severa, do que os registados em durante o chamado "gonçalvismo". Contudo, tal quebra percebe-se melhor no contexto em que se verificou (crise financeira mundial de 1971, crise do petróleo de 1973, revolução, fuga de capitais, sabotagem económica, terrorismo, regresso de meio milhão de ex-colonos), e comparativamente com outros países a economia portuguesa teve um comportamento melhor do que estes: o défice em 1975 foi até inferior ao da Alemanha, segundo a análise que o Departamento de Economia do MIT fez à economia portuguesa no final de 1975, caracterizando-a como "surpreendentemente sã".
Foi durante o seu II Governo Provisório que se agudiza a discussão entre o tema da “unidade sindical” versus “unicidade sindical”. O tema já vinha desde antes do 11 de Março, O PCP defendia a “unidade sindical”, ou seja, a inclusão de todas as estruturas sindicais em torno da CGTP, numa frente unitária. Os moderados, liderados pelo PS e apoiados pelo PPD e PDC (que também fazia parte do II Governo Provisório) e pelo CDS (que não fazia parte do Governo), defendiam unicidade sindical” com sindicatos de diferentes tendências, que sempre que necessário se uniriam para lutar pelas causas comuns. O pluralismo sindical era visto pelo PCP e CGTP como "introdução de ideologia burguesa nos sindicatos portugueses". Mesmo sem o consenso dos dois maiores partidos (nas primeiras eleições para a Assembleia Constituinte, ocorridas a 25 de abril de 1975, PS e PPD tinham registado cerca de 37,87% e 26,39% contra apenas 12,46% do PCP), o Conselho da Revolução, apoiado por Vasco Gonçalves, aprova o Decreto-Lei N.º 215/75, de 30 de Abril, que reconheceu a Intersindical como a “confederação geral dos sindicatos portugueses”. A unicidade sindical seria considerado por Vasco Gonçalves “ o primeiro golpe no capitalismo monopolista de estado”. A contestação à lei ficaria patente nos apupos sofridos por Vasco Gonçalves no discurso do 1º de maio, no estádio com o mesmo nome, em Lisboa.
Em virtude deste e de outros temas, o seu governo sofreu uma enorme contestação com o consequente abandono, em finais de Julho, pelo PS e do PSD, do IV Governo Provisório e do discurso de Mário Soares na Alameda.
Em 3 de Agosto de 1975, numa tentativa de controlar a situação e formar um novo Governo, o Presidente da República, General Costa Gomes, reúne-se com Vasco Gonçalves e Teixeira Ribeiro (professor universitário indigitado para vice-Primeiro-Ministro). Mais tarde junta-se Otelo, comandante do COPCON, acabado de chegar de Cuba inflacionado de fervor revolucionário. Este foi claro ao afirmar que as tropas que comandava não o queriam (a Vasco Gonçalves) como Primeiro-Ministro, assumindo claramente a divergência.
Apesar disso, a 8 de Agosto, Vasco Gonçalves toma posse Primeiro-Ministro como do V Governo Provisório, desta feita sem o PS nem o PSD no governo. Ao mesmo tempo, o Grupo dos Nove publica um documento com fortes críticas à atuação do PCP e da ala revolucionária do MFA.
A 9 de Agosto é publicada no ‘Jornal Novo' uma carta aberta de Mário Soares ao Presidente da República Costa Gomes a exigir a demissão de Vasco Gonçalves. Nos dias seguintes são assaltadas várias sedes do PCP, no norte do país.
10 de Agosto - Manifestação em Braga organizada pela Igreja; Assaltadas sedes do PCP em Monção, Porto e Trofa.Otelo, que tinha recusado pertencer ao V Governo, respondeu ao “Documento dos Nove”, a 13 de Agosto, com um outro texto: “Documento de Autocrítica Revolucionária”, também conhecido como “Documento COPCON”, em que defendia o poder popular de base, tendo com isso canalizado apoios na extrema-esquerda militar.
A 18 de Agosto, Vasco Gonçalves apela à radicalização num famoso discurso proferido em Almada, que representaria também o fim da sua relação com Otelo.
A 20 de Agosto, Otelo consuma publicamente essa ruptura com Vasco Gonçalves. “Agora, companheiro, separamo-nos”. Por carta, Otelo proíbe Vasco Gonçalves de visitar as unidades militares integradas no COPCON e pede ao general que "descanse, repouse, serene, medite e leia". Neste momento, o Conselho da Revolução está dividido entre dois blocos extremista, um liderado por Otelo e outro pelo PCP e um terceiro moderado, o Grupo dos Nove, próximo do PS.
Vasco Gonçalves tenta, já em desespero, aproximar-se dos revolucionários que se reuniam no COPCON. Com a ajuda do PCP, que se predispôs a entrar na Frente de Unidade Revolucionária (FUR), ao lado da FSP, LUAR, PRB/BR, MDP/CDE e LCI.
Em 24 de Agosto é apresentado o elenco do VI Governo Provisório que deveria ser chefiado por Carlos Fabião, com Vasco Gonçalves como CEMGFA. No entanto Fabião recusa, sendo Pinheiro de Azevedo indigitado como Primeiro-Ministro, vindo a tomar posse a 19 de Setembro, dois meses antes do golpe de 25 de Novembro.
O seu protagonismo durante os acontecimentos do Verão Quente de 1975 levou os apoiantes do gonçalvismo, na pessoa de Carlos Alberto Moniz, a inclusive comporem uma cantiga em que figurava o seu nome: «Força, força, companheiro Vasco, nós seremos a muralha de aço!».
Este período conturbado teve bastante visibilidade internacional através da revista Time de 11 de Agosto de 1975, em que sob o titulo "Red Threat in Portugal" as caricaturas de Vasco Gonçalves, Costa Gomes e Otelo foram capa da revista.
No entanto, nas eleições, que ajudou a organizar, verificou-se um reduzido apoio aos militares mais extremistas do MFA e aos seus aliados comunistas, tendo sido demitido a 19 de Setembro de 1975, Passou depois à reforma, embora tenha permanecido no activismo político.
A sua última aparição pública, numa cerimónia institucional, decorreu a 25 de Abril de 2004, quando regressou à residência oficial de São Bento, a convite do então primeiro-ministro Durão Barroso, para assistir à inauguração de uma galeria de ex-chefes de Governo onde se encontra o seu retrato.
Publicou um livro "Acerca da doutrina militar para Portugal e as suas forças armadas", em 1979.

### Família e falecimento
Casou com Aida Rocha Alfonso em 1950, e teve dois filhos, Maria João Gonçalves e o realizador de cinema, Vitor Gonçalves. Foi avô do actor Duarte Guimarães.
A sua filha Maria João, namorou com o filho de Francisco Costa Gomes, à época, em que os pais eram Primeiro-Ministro e Presidente da Republica. respectivamente. Por serem ambos filiados no PCP, alegadamente teriam sido usados como elemento de pressão e intermediários entre o partido e os respectivos pais.
Faleceu em 11 de Junho de 2005, vítima de ataque cardíaco enquanto nadava na piscina do seu irmão, António dos Santos Gonçalves, em Almancil. O funeral teve lugar dois dias depois, tendo sido realizado um cortejo fúnebre desde a Escola do Exército até ao Cemitério do Alto de São João, onde foi depositado no talhão militar.

## Prémios e homenagens
A 1 de Abril de 1961, foi agraciado com o grau de Oficial da Ordem Militar de Avis. Também recebeu a Medalha de Ouro da Cidade de Almada, a título póstumo.
O seu nome foi colocado em artérias de muitas localidades, como Almancil, Amadora, Barreiro, Beja, Benavente, Cabrela (Guarda), Grândola, Lisboa, Lumiar, Muge, Odemira, Porto Alto, Santo António da Charneca, Seixal e Vendas Novas.
Em 18 de Julho de 2014, a Associação Conquistas da Revolução apresentou o livro Vasco - Nome de Abril, em homenagem a Vasco dos Santos Gonçalves.
A 16 de maio de 2023, foi agraciado, a título póstumo, com o grau de Grande-Oficial da Ordem da Liberdade.